# Ancienne chambre de commerce de Saint-Étienne
L'ancienne chambre de commerce de Saint-Étienne, dite Maison des avocats, est une ancienne chambre de commerce de Saint-Étienne dans le département de la Loire. L'ancienne chambre de commerce est partiellement inscrite (pour ses façades, toitures, jardins, fontaines, salle d'honneur) au titre des monuments historiques par arrêté du 29 mai 2002.

Elle a été construite en 1821 par Jean-Michel Dalgabio afin d'y abriter la chambre de commerce et d'industrie et la condition des soies. Elle a ensuite été restaurée, entre 1856 et 1875, par Etienne Boisson, puis réhaussée d'un étage en 1892 par Léon Lamaizière. Le plafond de la salle d'honneur est peint par Albert Maignan. Le bâtiment est occupé depuis 1993 par l'ordre des avocats.

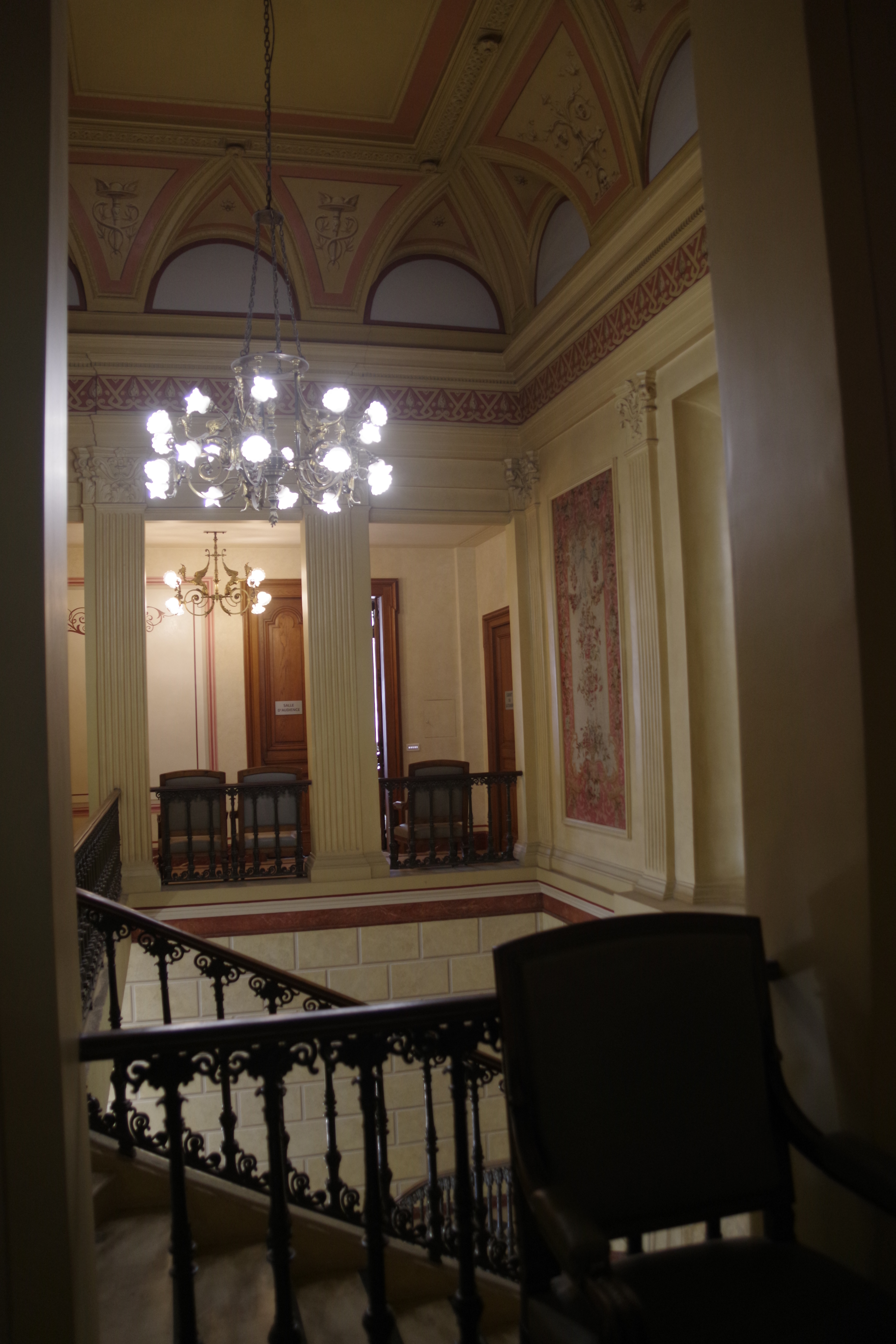
Escalier d'honneur
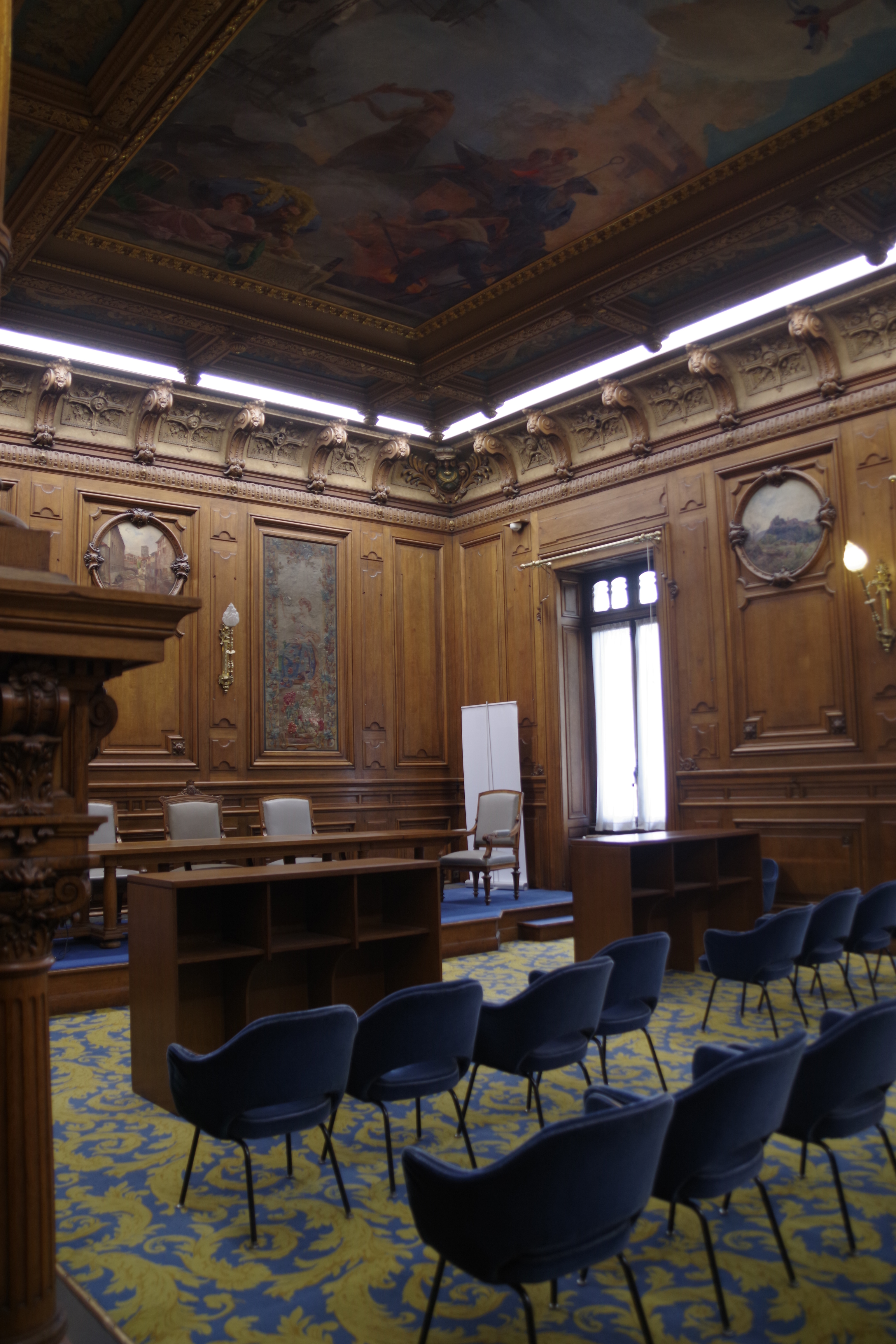
Salle d'honneur
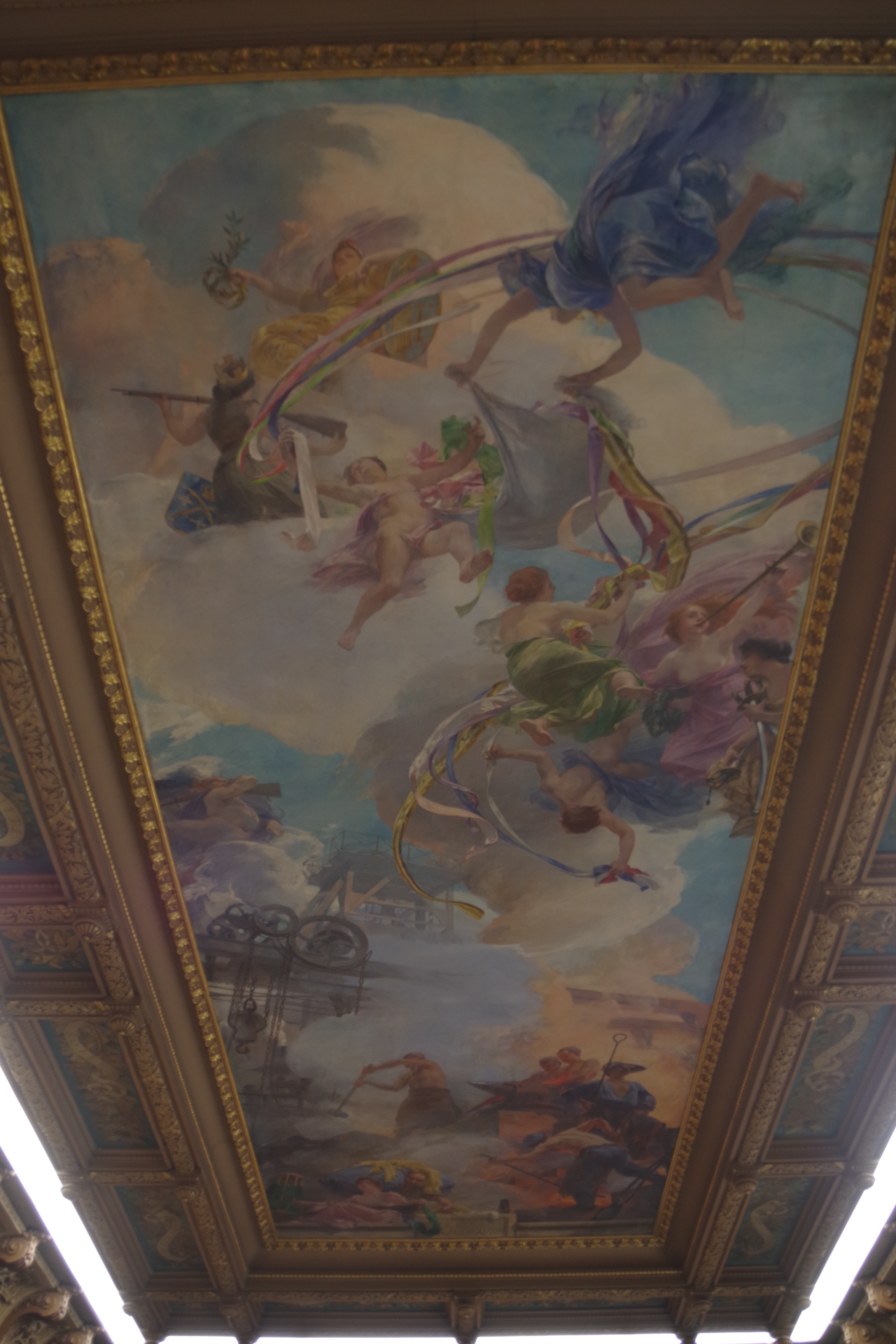
Plafond peint par Maignan